# كردوسة اجلايلة (مكناسة الغربية)
كردوسة اجلايلة هي إحدى مشيخات المملكة المغربية، تتبع جغرافيا لإقليم تازة وإداريًا لمكناسة الغربية. يقدر عدد سكانها بـ 2681 نسمة حسب الإحصاء الرسمي للسكان والسكنى لسنة 2004.